# Logement intermédiaire
Le logement locatif intermédiaire ou logement intermédiaire est un logement du parc locatif (social ou non) dont les niveaux de loyers se situent entre le marché social et le marché libre,. L’objectif de ces logements est double : présenter des solutions aux ménages à revenus moyens qui ne peuvent prétendre aux logements sociaux mais qui ne disposent pas non plus de revenus suffisants pour envisager le locatif libre ou l’accession à la propriété, soutenir les entreprises, particulièrement en zones tendues, en leur permettant d’attirer ou de conserver des salariés à revenus moyens.

## Brève histoire du logement intermédiaire
Le logement locatif intermédiaire existe depuis les années 1950 grâce aux prêts du Crédit foncier de France et des fonds du « 1 % logement ».
Avec le choc pétrolier de 1976, les activités de service se développent au détriment de l’activité industrielle, la classe moyenne s’effrite, le chômage et la précarité poussent à l’hyper-concentration de l’activité économique (apparition des zones tendues). Dans ce contexte, les politiques publiques se recentrent sur les familles les plus pauvres et le logement locatif intermédiaire est alors en perte de vitesse.
Aujourd’hui le logement locatif intermédiaire a une place à retrouver, particulièrement pour les populations jeunes actives qui démarrent dans la vie professionnelle. Face à l’explosion des prix de l’immobilier, un logement traditionnel est difficilement abordable pour les ménages moyens . En 2008, près de 10 000 000 de personnes sont touchées de près ou de loin par la crise du logement,. De nouvelles formes de logements se développent donc naturellement pour répondre à une demande toujours plus importante et difficile à combler.
En 2017, in’li, filiale du groupe Action Logement, devient no 1 du logement intermédiaire en Île-de-France grâce à son patrimoine de 42 000 logements.

## Législation
La relance du logement locatif intermédiaire est désormais clairement affirmée par les pouvoirs publics notamment avec la loi Duflot. Le nouveau dispositif créé par l’ordonnance du 20 février 2014 assorti d’avantages fiscaux a pour but de faire revenir les institutionnels sur ce marché très ciblé contribuant ainsi par l’apport d’un « maillon » complémentaire dans la chaîne du logement à la fluidité des parcours résidentiels. En septembre 2014, le dispositif Duflot est remplacé par le dispositif Pinel qui apporte un certain nombre de modifications.

## Les objectifs
Les objectifs autour du logement intermédiaire sont divers :
- Soutenir les politiques publiques de l’habitat, de l’urbanisme ;
- Relancer la construction en développant la production de logements dans un contexte difficile ;
- Accompagner les collectivités locales et les entreprises pour loger les salariés de la classe moyenne ;
- Veiller au bien-être des résidents avec des résidences de qualité répondant aux dernières normes environnementales et construites au plus près des bassins d’emplois.

## Les bailleurs historiques
Ils sont au nombre de quatre : le Groupe Batigère, le CDC Habitat (anciennement Groupe SNI), l'OGIF qui fédère les membres de l'APLI (association pour le logement intermédiaire) et le groupe Résidences de la Région Parisienne (RRP) localisé uniquement en Île-de-France, ces deux derniers ayant fusionné en 2017 pour fonder la société in’li.